# Jessica Parland-von Essen

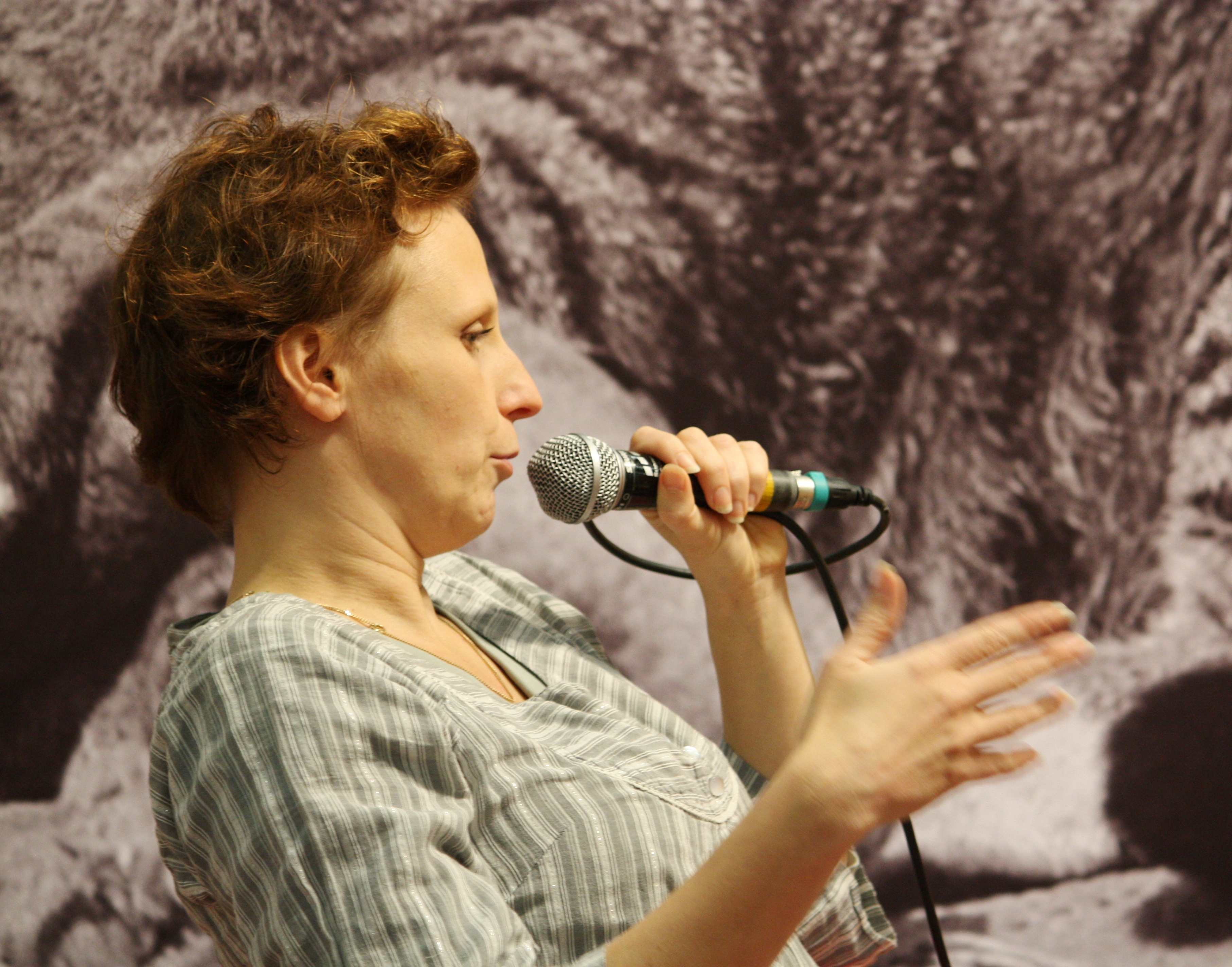
Jessica Parland-von Essen år 2010.

Eva Jessica Parland-von Essen, född 9 februari 1970 i Esbo, är en finländsk filosofie doktor i historia. Hon har forskat i 1700-talets kulturhistoria samt i Helsingfors stads historia. Hon disputerade från Helsingfors universitet år 2005 och har verkat vid universitetet som forskare, lektor och docent. Hon var även chef för Brages Pressarkiv fram till år 2014.
Jessica Parland von Essen är sondotter till Oscar Parland. Författaren, dramatikern och ordkonstnären Stella Parland var hennes syster, och redaktören Milena Parland är deras halvsyster.